# جشنة منبسطة الظهر
جشنة منبسطة الظهر (الاسم العلمي: Anthus leucophrys) (بالإنجليزية: Plain-backed Pipit)‏ هو طائر صغير من الجواثم ينتمي لفصيلة التمرة وأم عجلان.